# Canadian Airlines
Canadian Airlines International Ltd. (gestileerd als Canadi>n Airlines) was een Canadese luchtvaartmaatschappij die vluchten uitvoerde van 1987 tot 2001. De luchtvaartmaatschappij was, na Air Canada, Canada's grootste luchtvaartmaatschappij, en vervoerde, op haar hoogtepunt in 1996, meer dan 11,9 miljoen passagiers naar meer dan 160 bestemmingen in 17 landen op vijf continenten. Canadian Airlines vloog op 105 bestemmingen in Canada, meer dan welke andere luchtvaartmaatschappij. Canadian Airlines was ook een van de oprichters van de Oneworld luchtvaartalliantie.
Canadian Airlines was gevestigd in Calgary, Alberta en had een omzet van ongeveer $ 3 miljard aan het eind van 1999. De luchtvaartmaatschappij en de vliegtuigen zijn in 2000 overgenomen door Air Canada.

## Geschiedenis
Canadian Airlines International was de belangrijkste dochteronderneming van Canadian Airlines Corporation. De nieuwe luchtvaartmaatschappij ontstond op 27 maart 1987 door een fusie van Pacific Western Airlines en Canadian Pacific Air Lines, die op haar beurt kort daarvoor Eastern Provincial Airways en Nordair had overgenomen.
In 1989 verwierf Canadian Airlines Wardair, waardoor het toegang kreeg tot nieuwe routes inclusief lange gewilde routes naar het Verenigd Koninkrijk en ander landen in Europa. De belangrijkste hubs waren op Montreal-Dorval International Airport (nu bekend als Montreal-Pierre Elliott Trudeau International Airport), Toronto Pearson International Airport, Vancouver International Airport en Calgary International Airport.
Canadian Airlines reorganiseerde na de luchtvaartindustrie-malaise van 1991 haar activiteiten en raakte door de financiële herstructurering van meer dan $ 700 miljoen in de schulden.
Op 1 november 1996 onthulde Kevin Benson, de toenmalige president en CEO, een herstructureringsstrategie om de winstgevendheid van Canadian Airlines te verbeteren. Het operationele herstructureringsplan moest geleidelijk worden ingevoerd over een periode van vier jaar. Kern was het aanpakken van de belangrijkste problemen te weten kostenbeheersing, omzetgroei, vermogen  en vernieuwing van de vloot. Canadian Airlines was ook een van de grondleggers van de Oneworld-luchtvaartalliantie, samen met Qantas, American Airlines en British Airways. Het plan begon goed, maar met de economische neergang in Azië in 1998 daalde het luchtverkeer en Canadian Airlines werd hierdoor getroffen op wat voorheen de meest winstgevende route was.

Het eerste Canadian Airlines-logo

Canadian Plus was het grootste frequentflyer-programma in Canada met meer dan 60 luchtvaartmaatschappijen, hotels, autoverhuur, en financiële partners over de hele wereld. Het programma had meer dan drie miljoen leden.
In de laatste paar jaar van haar bestaan breidde Canadian Airlines haar internationale routenetwerk in Azië uit, met de meest recente uitbreiding van haar routenet naar Maleisië en de Filipijnen waardoor het aantal bestemmingen in Azië op acht kwam. Op dat moment had Canadian Airlines het voordeel van vliegen naar meer plaatsen in Azië en vaker dan enig ander Canadese luchtvaartmaatschappij.
Canadian Airlines' hoofdstrategie was gericht op het opbouwen van haar Vancouver-hub tot de toonaangevende toegangspoort tussen Noord-Amerika en Azië. Het benutte hiertoe haar codesharingovereenkomst met American Airlines om bij te dragen aan het veroveren van een groter deel van de verkeersstromen tussen de VS en Azië.
Na aanhoudende slechte prestaties werd Canadian Airlines in 2000 overgenomen door Air Canada. Tal van andere voorstellen om te overleven waren overwogen, maar verworpen, waaronder een concurrerend bod onder leiding van American Airlines om Canadian Airlines kopen. American Airlines had reeds een belang van 25% in Canadian Airlines, het maximaal toegestane onder de geldende regelgeving. Toenmalig CEO van American Airlines, Donald J. Carty, die vroeger leiding gaf aan Canadian Airlines' voorganger Canadian Pacific Airlines en Air Canada, ontwikkelde een plan om een meerderheidsbelang in de nieuwe Air Canada te verwerven, met als doel de overgang van Star Alliance naar Oneworld. American Airlines heeft, na het mislukken van dit plan, haar aandelen in Air Canada verkocht, na eerst tevergeefs te hebben gelobbyd bij de Canadese federale regering om beperkingen op buitenlandse eigendom van Canadese luchtvaartmaatschappijen te verlichten.

## Kleurenschema
Bij de oprichting in 1987 onthulde Canadian Airlines haar nieuwe livery met de kleuren lichtgrijs, donkergrijs, marineblauw en rood. De onderste helft van de romp van het vliegtuig werd marineblauw, overgoten met lichtgrijs en met rood afgegrensd, terwijl de staart voor twee derde blauw was, waarbij het resterende deel werd ingenomen door het logo van de luchtvaartmaatschappij. Dit was een lichtgrijze kleur. Over het lichtgrijs waren vijf donkere grijze lijnen die de vijf continenten die werden bediend symboliseerden. Over deze lijnen was een dikke, heldere rode punthaak aangebracht. Dit teken was een slim alternatief voor een echte tweetalige naam op de romp (Engels: Canadian/Frans: Canadien).
Canadian nam een kortstondig nieuw kleurenschema aan in januari 1999, minder dan een jaar voor de luchtvaartmaatschappij werd samengevoegd in Air Canada. Het kleurenschema, dat bekendstaat als "Proud Wings", werd gekenmerkt door een grote Canada Goose geschilderd op de staart van het vliegtuig, en door de naam van de luchtvaartmaatschappij in een nieuw Celeste-lettertype. Het nieuwe kleurenschema kwam echter zo laat dat het merendeel van de vloot nog steeds het bestaande punthaakkleurenschema voerde ten tijde van de fusie. Tot het fusieproces met Air Canada werd voltooid in 2001 bevatten de meeste vliegtuigen een overgangskleurstelling met een Air Canada-staartontwerp maar met behoud van de naam "Canadian" op de zijkanten.

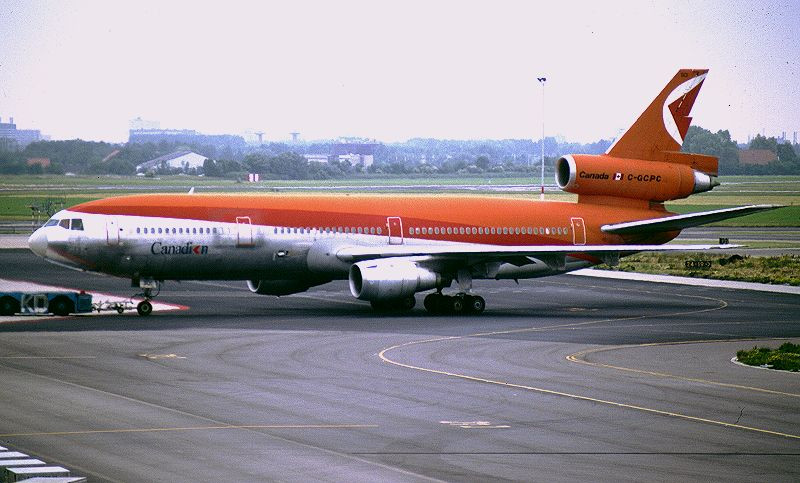
McDonnell Douglas DC-10-30 in overgangskleurenschema van CP Air op Luchthaven Schiphol in 1988
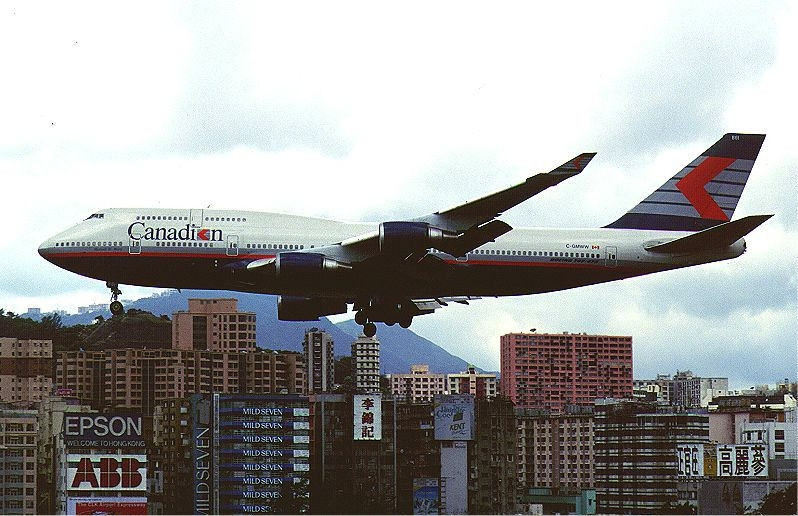
Boeing 747-400 op Kai Tak Airport, Hongkong, in 1998
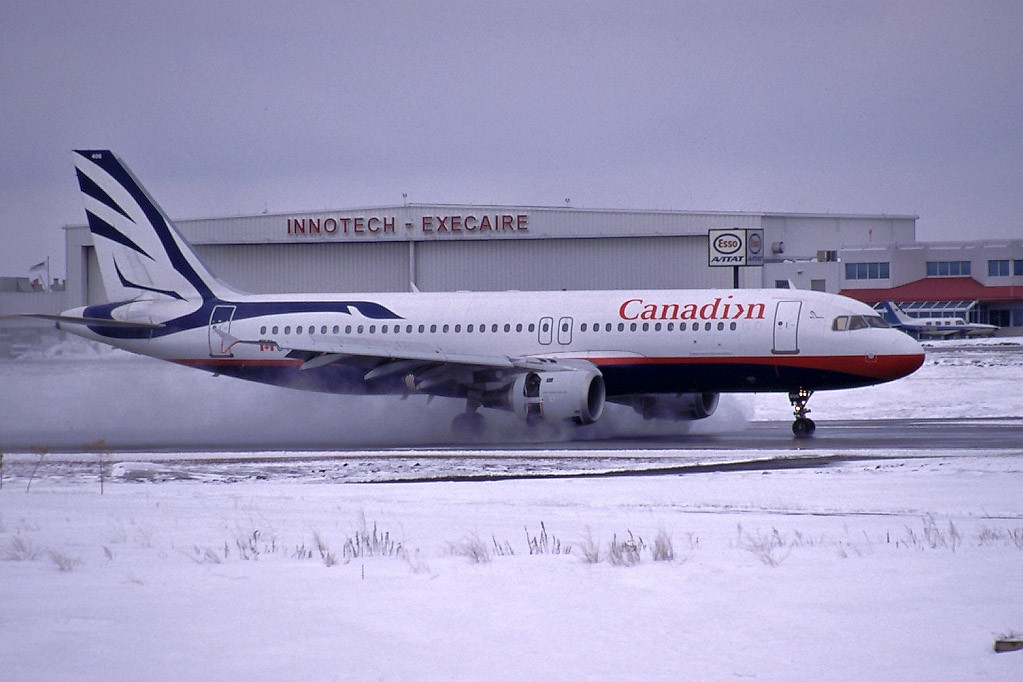
Airbus A320 (met Proud Wings-kleurenschema) op Ottawa Macdonald-Cartier International Airport in 2001
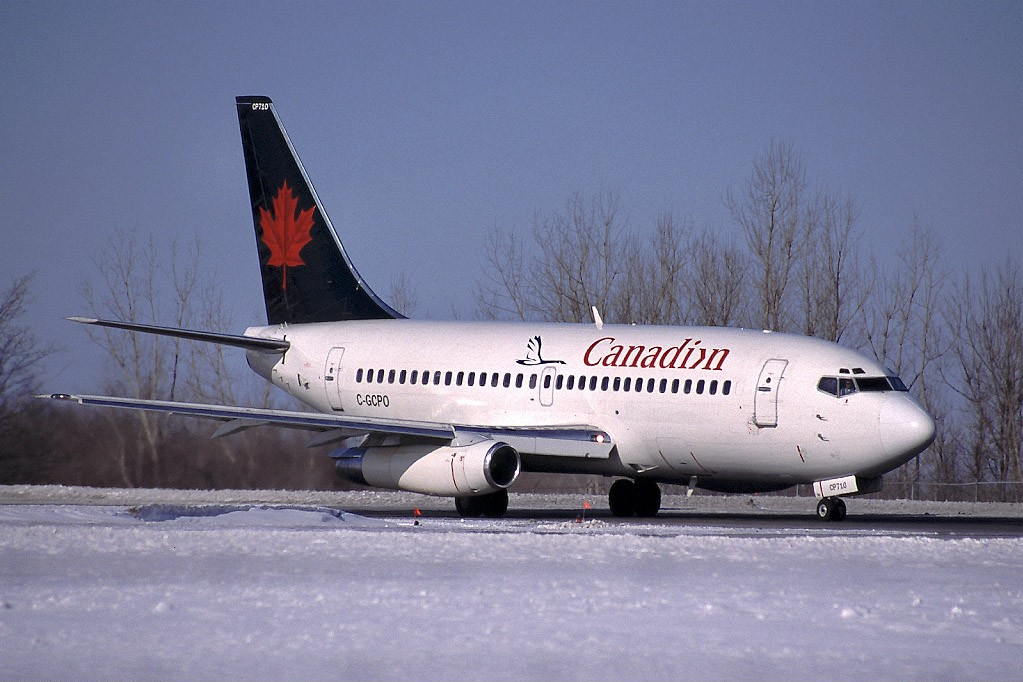
Boeing 737-200 met hybride Air Canada-kleurenschema op Ottawa Macdonald-Cartier International Airport in 2001

## Vloot
Op het moment van overname doorAir Canada opereerde Canadian Airlines een vloot van 163 vliegtuigen. Het volgende is een lijst van vliegtuigen van zowel Canadian Airlines en CP Air:
- Airbus A320
- Boeing 737-200, 200-ELR and 200-Combi
- Boeing 767-300ER
- Boeing 747-400 and Combi
- McDonnell Douglas DC-10-30
- Fokker F28-1000
- Bae J31
- DeHavilland Canada Dash 8-100 and 300
- Beechcraft 1900D
- ATR-42
- ATR-72

## Incidenten
Tijdens het bestaan van de Canadian Airlines zijn bij incidenten geen doden gevallen. Er waren slechts twee grote incidenten:
- Op 19 oktober 1995 brak een  McDonnell Douglas DC-10ER de start af als gevolg van motorproblemen.
- Op 6 september 1997 brak een  Boeing 767-375ER de start af nadat in een van de motoren brand was ontstaan.